# Joe Mantello
Joseph Mantello (Rockford, 27 de dezembro de 1962), mais conhecido como Joe Mantello, é um ator e diretor americano. Ele é mais conhecido por interpretar Dick Samuels em Hollywood, John Graff em The Watcher, Gino Barelli em American Horror Story: NYC e Jack Dunphy em Feud: Capote vs. The Swans.

## Filmografia

### Cinema
Como ator
| Ano  | Título | Papel    |
| ---- | ------ | -------- |
| 1989 | Cookie | Dominick |

Como diretor
| Ano  | Título                    |
| ---- | ------------------------- |
| 1997 | Love! Valour! Compassion! |
| 2020 | The Boys in the Band      |

### Televisão
Como ator
| Ano       | Título                            | Papel                           | Notas                                                         |
| --------- | --------------------------------- | ------------------------------- | ------------------------------------------------------------- |
| 1990      | The Days and Nights of Molly Dodd | Mickey                          | Episódio: "Here's Why You Can Never Have Too Much Petty Cash" |
| 1991-1998 | Law & Order                       | Defensor Público / Philip Marco | 2 episódios                                                   |
| 1993      | Sisters                           | Adam Olderberg                  | Episódio: "Moving Pictures"                                   |
| 1995      | Central Park West                 | Ian Walker                      | 3 episódios                                                   |
| 2014      | The Normal Heart                  | Mickey Marcus                   | Telefilme                                                     |
| 2020      | Hollywood                         | Dick Samuels                    | 7 episódios                                                   |
| 2022      | The Watcher                       | John Graff                      | 5 episódios                                                   |
| 2022      | American Horror Story: NYC        | Gino Barelli                    | 10 episódios                                                  |
| 2024      | Feud: Capote vs. The Swans        | Jack Dunphy                     | 8 episódios                                                   |

Como diretor
| Ano  | Título       | Notas     |
| ---- | ------------ | --------- |
| 1990 | Three Hotels | Telefilme |

## Teatro
| Ano  | Título                                   | Papel                                                    | Notas        |
| ---- | ---------------------------------------- | -------------------------------------------------------- | ------------ |
| 1991 | Walking the Dead                         | Stan                                                     | Off-Broadway |
| 1992 | The Baltimore Waltz                      | Terceiro Homem                                           | Off-Broadway |
| 1993 | Angels in America: Millennium Approaches | Louis Ironson                                            | Broadway     |
| 1993 | Angels in America: Perestroika           | Louis Ironson / Sarah Ironson / Conselho dos Principados | Broadway     |
| 2010 | The Normal Heart                         | Ned Weeks                                                | Broadway     |
| 2017 | The Glass Menagerie                      | Tom Wingfield                                            | Broadway     |